# Huon Valley Council

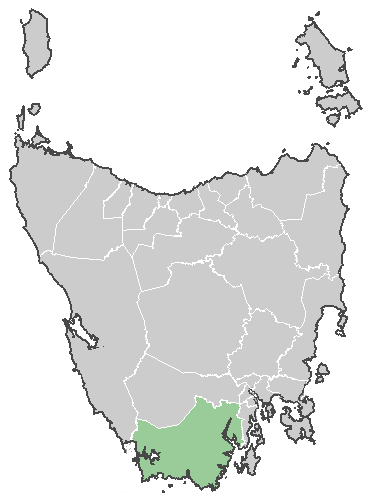
Huon Valley Council na mapie Tasmanii. (Wyspa Macquarie nie jest pokazana na mapie).

Huon Valley Council – obszar samorządu lokalnego (ang. local government area) położony w południowej części Tasmanii (Australia). Siedziba rady samorządu zlokalizowana jest w mieście Huonville nad rzeką Huon. Inne większe miasta położone na terenie samorządu to: Cygnet, Dover, Franklin i Geeveston.
W roku 1993 do Huon Valley Council zostały przyłączone następujące gminy: Esperance, Huon i Port Cygnet. Ponadto w skład samorządu wchodzi również wyspa Macquarie, położona około 1400 km na południowy wschód od Tasmanii, wcześniej wyspa wchodziła w skład gminy Esperance.
Według danych z 2009 roku, obszar ten zamieszkuje 15134 osób. Powierzchnia samorządu wynosi 5497 km².
W celu identyfikacji samorządu Australian Bureau of Statistics wprowadziło czterocyfrowy kod dla gminy Huon Valley – 3010.